# ケンミジンコ
ケンミジンコ（剣微塵子）は、カイアシ亜綱に属する甲殻類で、貯水湖や池などの淡水に生息する微小動物である。カイアシ類のうち、キクロプス目キクロプス亜目に分類する浮遊性の種をケンミジンコと呼ぶことが多い。狭義には本亜目Cyclops属のことを指す。ミジンコという名がつくが、ミジンコ（鰓脚綱、枝角亜目）の仲間ではない。

## 概要
胴体を剣の刃、第1触角を鍔に見立てた名称である。
カイアシ亜綱は10目があるが、このうちケンミジンコと呼ばれる種は、1目2亜目、すなわち、キクロプス目キクロプス亜目の寄生性を除く種と、オイトナ亜目の一部の種である。一般名として扱われることが多く、特定の分類群に対しての名称ではない。
ケンミジンコの代表種、Cyclops属は頭部先端、正中にあるノープリウス眼が一つあることから、ギリシア神話に登場する一つ目の巨人キュクロープスにちなんでいる。

## 中間宿主
マンソン孤虫とメジナ虫の中間宿主であるため、「ケンミジンコを餌として捕食している魚類を生や加熱不十分な状態で食べる」、「生山水（非加熱）の飲水」などにより、寄生虫症を発症することがある。

## 参考書籍
- 石田昭夫、日本産淡水ケンミジンコ図譜 Illustrated fauna of the freshwater cyclopoid copepods of Japan 日本生物地理学会会報 57, 37-106, 2002-12-12